# Roșcani, Galați
Roșcani este un sat în comuna Băneasa din județul Galați, Moldova, România.
 Acest articol despre o localitate din județul Galați este deocamdată un ciot. Puteți ajuta Wikipedia prin completarea lui.

Acest sat, în urma recensământului din anul 2021, prezintă o populație de 546 de locuitori.
Roșcani, este situat în apropiere de Oancea, localitate vamală. Locuitorii acestor localități fiind prioritari trecerii vamale spre Moldova, ceea ce îi face mai cunoscuți și tot mai des traversați de mașinile si camioanele cu cereale.
Acest sat este conținut de locuitori muncitori, astfel în fiecare an se observă o extindere frumoasă.